# Bleach: Blade Battlers
Bleach: Blade Battlers (яп. BLEACH ～ブレイド・バトラーズ～ бурити бурэйдо батора:дзу, также Bleach: Blade Battles) — серия компьютерных игр в жанре файтинга по мотивам манги и аниме «Блич». Так как Blade Battlers основана на конкретном произведении, герои, мир и элементы игрового процесса заимствованы из первоисточника — манги. Игроку предлагается выбрать персонажа из числа героев «Блич» и побороться на арене с противником. Серия состоит из двух игр для платформы PlayStation 2: Bleach: Blade Battlers и Bleach: Blade Battlers 2nd (яп. BLEACH ～ブレイド・バトラーズ2nd～), которые были разработаны компанией Racjin и изданы Sony Computer Entertainment (SCEI). Первая часть появилась в продаже 12 октября 2006 года, вторая — 27 сентября 2007 года. Игры выходили только в Японии, где пользовались коммерческим успехом. На другие языки не переводились.
В Blade Battlers предусмотрено несколько режимов, которые позволяют играть как против компьютера, так и против другого человека. Обе игры поддерживают вплоть до четырёх игроков одновременно: четыре джойстика подключаются к приставке PlayStation 2 через адаптер. Другой особенностью серии является тот факт, что разработчики попытались удовлетворить вкусы как любителей файтингов, так и новичков в данном жанре, поэтому упростили боевую систему, исключив «комбо» — сложные комбинации ударов, выполняющиеся путём совершения некоей последовательности действий (например, последовательного нажатия определённых кнопок).

## Персонажи
Основные персонажи аниме и манги «Блич», ставшие главными героями игры, живут в вымышленном японском городе Каракура. Ичиго Куросаки, Орихимэ Иноуэ, Чад являются людьми, обретшими способность видеть злых духов — «пустых» — и сражаться с ними. Рукия Кучики — «проводник душ», невидимый для обычных людей. Проводники душ патрулируют мир людей, сражаются с пустыми и сопровождают души умерших в загробный мир (Сообщество душ). По стечению обстоятельств Рукия потеряла свою силу и также находится в человеческом теле в городе Каракура. Наконец, Урю Исида — последний выживший представитель расы квинси, в битве полагающийся на лук и стрелы. В первой части Blade Battlers Ичиго, Орихимэ, Чад, Рукия и Урю имеются в распоряжении игрока с самого начала. Чтобы получить доступ к остальным, необходимо выполнять игровые миссии. В числе персонажей, присутствующих в первой части, также находятся некоторые проводники душ из оригинальной манги и плюшевый лев Кон, второстепенный комический персонаж «Блич». В Blade Battlers 2nd остались те же герои и были добавлены новые проводники душ, арранкары (более сильные пустые, которые смогли частично приобрести способности проводников душ) и вайзарды — проводники душ-отступники, запретными путями получившие силы пустых. В связи с тем, что боевые особенности арранкаров и вайзардов на тот момент были либо совсем не показаны в манге и аниме, либо продемонстрированы частично, разработчикам пришлось их изобрести.

На скриншоте Blade Battlers 2nd видно, как арранкар Улькиорра Сифер (на заднем плане) атакует Ичиго Куросаки вымышленным приёмом, изобретённым разработчиками. Энергетические шары не являются его оружием ни в манге, ни в аниме «Блич».

| Персонаж            | 1 часть   | 2 часть   | Персонаж                  | 1 часть   | 2 часть   |
| ------------------- | --------- | --------- | ------------------------- | --------- | --------- |
| Бякуя Кучики        | зелёная ✓ | зелёная ✓ | Рангику Мацумото          | зелёная ✓ | зелёная ✓ |
| Гин Итимару         | зелёная ✓ | зелёная ✓ | Рэндзи Абараи             | зелёная ✓ | зелёная ✓ |
| Гриммджо Джагерджак | ❌        | зелёная ✓ | Рукия Кучики              | зелёная ✓ | зелёная ✓ |
| Хиёри Саругаки      | ❌        | зелёная ✓ | Садзин Комамура           | зелёная ✓ | зелёная ✓ |
| Ичиго Куросаки      | зелёная ✓ | зелёная ✓ | Сигэкуни Ямамото-Гэнрюсай | ❌        | зелёная ✓ |
| Пустой Ичиго        | зелёная ✓ | зелёная ✓ | Синдзи Хирако             | ❌        | зелёная ✓ |
| Мадарамэ Иккаку     | зелёная ✓ | зелёная ✓ | Сюнсуй Кёраку             | ❌        | зелёная ✓ |
| Идзуру Кира         | ❌        | зелёная ✓ | Сюхэй Хисаги              | ❌        | зелёная ✓ |
| Дзюсиро Укитакэ     | ❌        | зелёная ✓ | Сой Фон                   | зелёная ✓ | зелёная ✓ |
| Тосэн Канамэ        | зелёная ✓ | зелёная ✓ | Сосукэ Айдзэн             | зелёная ✓ | зелёная ✓ |
| Кэмпати Дзараки     | зелёная ✓ | зелёная ✓ | Тосиро Хицугая            | зелёная ✓ | зелёная ✓ |
| Кискэ Урахара       | зелёная ✓ | зелёная ✓ | Улькиорра Сифер           | ❌        | зелёная ✓ |
| Кон                 | зелёная ✓ | зелёная ✓ | Уруру                     | зелёная ✓ | зелёная ✓ |
| Луппи               | ❌        | зелёная ✓ | Урю Исида                 | зелёная ✓ | зелёная ✓ |
| Маюри Куроцути      | зелёная ✓ | зелёная ✓ | Ятиру Кусадзиси           | ❌        | зелёная ✓ |
| Момо Хинамори       | зелёная ✓ | зелёная ✓ | Ямми Риялго               | ❌        | зелёная ✓ |
| Орихимэ Иноуэ       | зелёная ✓ | зелёная ✓ | Юмитика Аясэгава          | ❌        | зелёная ✓ |
| Чад                 | зелёная ✓ | зелёная ✓ | Ёруити Сихоин             | зелёная ✓ | зелёная ✓ |

## Боевая система
Игрок управляет одним из персонажей «Блич» и сражается с другими героями. Воины достаточно сильно ограничены в комбинациях приёмов: имеются три базовые атаки различной мощности, которые меняются при отработке их в воздухе, и несколько вариантов тех же атак, использующихся при блокировании. Все выполняются одинаковыми кнопками и их сочетаниями.
Все персонажи способны прыгать, парировать удары, выполнять рывки и командную атаку, если герои дерутся партией.
Скудность технического выбора компенсируется личными особенностями в стиле боя, присущими отдельным персонажам — у каждого свой строго индивидуальный набор способностей. У каждого героя своё оружие, соответствующее его роли в «Блич»: проводники душ сражаются на мечах, представитель расы квинси Урю Исида стреляет из лука, Чад (человек) бьётся врукопашную, и так далее. Проводники душ также владеют «мерцающими шагами» (яп. 瞬歩 сюмпо, shunpo), что позволяет почти моментально перемещаться на большие расстояния, а остальные персонажи вместо этой техники выполняют перекаты или телепортируются из одного места в другое. Командные атаки зависят от совместимости конкретных персонажей. Если они хорошо ладят в оригинальной манге и аниме, то, скорее всего, смогут совершить и командную атаку.

Битва между четырьмя персонажами в первой части Blade Battlers. На переднем плане Рукия Кучики (справа) наносит Урю Исиде удар льдом. Одеяние и шкала рэйацу Рукии, ставшая красной, свидетельствуют о том, что она находится в режиме «ярости».

У каждого персонажа есть линейка жизненной силы и энергетическая шкала «рэйацу» (яп. 霊圧, досл. «давление духа») — паранормальной духовной энергии, благодаря которой воины могут выполнять специальные приёмы. Шкала рэйацу (энергии) заполняется, если персонаж наносит или получает урон. С частично заполненной шкалой рэйацу можно исполнить быструю и мощную атаку, хотя такой удар противник в состоянии парировать, а с полной шкалой — активировать так называемый «EX». От этого суперудара, сопровождающегося специальной анимацией, можно только увернуться.
В первой части игры, при наличии менее 50 % жизненной силы и полной шкалы рэйацу, игрок может активировать особое усиление способностей — «банкай» у проводников душ, различные бонусы для остальных героев: высокая скорость передвижения или усиление наносимого урона. Такое состояние длится до тех пор, пока не опустеет шкала рэйацу, но лишь во время него можно активировать наиболее сильный вариант «EX»-удара. По истечении короткого промежутка времени сила героя становится прежней, а шкала рэйацу пустеет. Во второй части Blade Battlers требование менее 50 % жизненной силы было отменено, а вместо этого была введена дополнительная шкала «ярости», при заполнении которой появляется возможность активировать усиление. «Ярость», как и рэйацу, медленно растёт по мере нанесения или получения урона.
Под шкалой рэйацу находятся небольшие оранжевые сферы — дополнительные жизни, автоматически расходуемые в том случае, когда линейка жизненной силы подходит к концу: одна из сфер пропадает и линейка заполняется снова. Чем больше сфер (обычно две, если игрок вручную не увеличит или не уменьшит их количество), тем дольше длится бой, но когда и они подходят к концу, герой терпит окончательное поражение.
В ходе сражения разрушаются некоторые объекты, из которых падают бонусные предметы: аптечка пополняет шкалу жизненных сил; синие конфеты пополняют рэйацу; жёлтые дают неограниченную рэйацу на короткий срок; бутылочки делают игрока невидимым. Другие предметы наносят вред: металлический шар катится по полю и сбивает персонажей с ног, ловушка парализует героев, бомба, взорвавшись, наносит ущерб всем находящимся поблизости героям. Дополнительно отнимать жизненную силу в бою могут взрывающиеся от случайного удара автомобили, падение с обрыва на некоторых локациях и другие элементы окружения игры.

## Игры

### Bleach: Blade Battlers
| Иноязычные издания | Иноязычные издания |
| Издание            | Оценка             |
| ------------------ | ------------------ |
| 1UP.com            | A (5/5)            |
| IGN                | 7,9/10             |
| Gameworld Network  | 5,4/10             |
| GameSpot           | 8,7/10             |

Bleach: Blade Battlers — первая игра одноимённой серии. В ней два уровня сложности: лёгкий (стоит по умолчанию) и более сложный, так называемый «капитанский». Присутствуют 23 персонажа «Блич», но с начала игры доступны лишь пятеро: Ичиго Куросаки, Орихимэ Иноуэ, Чад, Рукия Кучики и Урю Исида, — остальных можно разблокировать, зарабатывая очки в режиме «Миссий». Для каждого героя требуется разное количество очков: от 3 баллов за Рэндзи Абараи до наиболее «дорогостоящего» Сосукэ Айдзэна (70 баллов).
Игровые локации заимствованы из первоисточника. Главный герой, Ичиго Куросаки, живёт в вымышленном городе Каракура, где его отец владеет собственной клиникой. Соответственно, клиника Куросаки и школа Ичиго становятся в Blade Battlers полем битвы. Большинство локаций расположены в Сообществе душ, куда души людей отправляются после смерти. Там находятся казармы проводников, Лес мёртвых душ, столица Сообщества Сэйрэйтэй и так называемая «Арена Сокёку», на которой, согласно манге, проводятся казни проводников душ.

#### Игровые режимы
- Режим истории — режим, в котором раскрывается сюжет игры. Он состоит из последовательности заранее заданных боёв, перемежаемых диалогами.
- Режим миссий включает «Обычные миссии» и «Миссии „охоты“». Выполняющий обыкновенные миссии игрок должен победить соперника, соблюдая разные условия: выиграть за ограниченное время, добить врага «EX»-ударом и так далее, при этом у противника могут быть дополнительные преимущества, например, бесконечная рэйацу или увеличенное количество оранжевых жизненных сфер. После каждой битвы игрок получает ранг D (самый низкий), C, B, A или S, который доступен лишь на максимальном уровне сложности («капитанском»). Чем выше ранг, тем большее количество очков даётся в награду. По мере набора очков и выполнения миссий, открываются новые герои и дальнейшие миссии, общее число которым — 50. Для прохождения «обычных» миссий игрок может выбирать персонажа поддержки, управляемого CPU или другим человеком. Миссии «охоты» — это битвы один на один. Проходя такие миссии, игрок получает новые приёмы для своего и других персонажей. Некоторые затем можно купить в магазине.[11] Чтобы победить, битва обязательно должна быть окончена суперприёмом.
- Свободная битва — сражение любым персонажем один на один или бой в команде. Условия для битвы задаёт игрок.
- Тренировка — обучающий режим.
- Магазин Урахары — место, где за заработанные баллы можно купить видеоролики сюжетных сцен, секретные приёмы, юмористические ролики с участием плюшевого льва Кона и разблокировать новых персонажей. Урахара является персонажем в манге «Блич», где владеет собственным магазином товаров для проводников душ.

### Bleach: Blade Battlers 2nd
| Иноязычные издания | Иноязычные издания |
| Издание            | Оценка             |
| ------------------ | ------------------ |
| GameSpot           | 8,9/10             |
| GameTrailers       | 8,7/10             |
| АниМаг             | 4,5/5              |

Bleach: Blade Battlers 2nd является прямым продолжением первой части, претерпевшим небольшие изменения. Основы боевой системы остались нетронутыми. Появились новые игровые персонажи (теперь их стало 36) и новый игровой режим — «Battlers», были добавлены удары, действующие по области (яп. フィールドエフェクト, «field effect»). Линейка рэйацу заполняется быстрее, что увеличивает темп игры.
«Миссии» были заменены на новый режим «Battlers». Игрок выбирает героя из манги «Блич» и, если желает, — персонажа поддержки для кооперативной игры, затем перемещается на поле, заполненное клетками красного и голубого цвета в произвольном порядке. Двигаясь фигуркой персонажа по клеткам, игроки выбирают сражение и вступают в бой. В битвах на красной клетке игрок сам выбирает персонажа, а на голубых клетках нужно победить заранее заданным членом партии. Как в первой Blade Battlers, в некоторых миссиях поставлены дополнительные условия и без их соблюдения победу или вообще не засчитают, или засчитают с меньшим количеством очков.
Как и прежде, изначально доступно лишь несколько героев, но по мере набора очков в режиме «Battlers» автоматически открываются остальные. С самого начала доступны пятеро главных героев «Блич» (Ичиго Куросаки, Рукия Кучики, Орихимэ Иноуэ, Чад и Урю Исида), а также проводники душ Рэндзи Абараи, Тосиро Хицугая, Рангику Мацумото, Мадарамэ Иккаку и Аясэгава Юмитика, арранкары Ямми и Гриммджо Джагерджак, вайзарды Синдзи Хирако и Хиёри Саругаки.
Во Blade Battlers 2nd были добавлены новые арены: как в земном мире (крыша госпиталя), так и в Сообществе душ. Разработчики включили локации, связанные с появлением новых героев — вайзардов и пустых. Пустые большую часть времени находятся в мире Уэко Мундо, пустынной области между миром людей и Сообществом душ. Секретное жилище вайзардов, где по сюжету «Блич» проходит тренировку Ичиго, находится в земном мире. Обе локации — серая пустыня Уэко Мундо и дом вайзардов — появились в игре. Кроме того, дополнительную арену представляет подсознание Ичиго, где происходит борьба с его отрицательным внутренним «я» — пустым Ичиго.

### Сюжет
В обеих играх в «Режиме истории» присутствует условный сюжет. «Режим истории» объединяет шесть коротких сценариев, не связанных с мангой или аниме. Они представляют собой чередование диалогов и боевых миссий: тренировки в специальном зале под магазином Урахары, защиту города Каракуры от пустых (тогда, соответственно, герои сражаются с пустыми), турнир на звание сильнейшего проводника душ (бои проводников душ друг с другом), отношения Ичиго с его отрицательным внутренним «я», интриги Женской ассоциации проводников душ и т. п. «Режим миссий» (режим «Battlers» во второй части) не имеет единого сценария, но более согласован с сюжетом «Блич»: сражения обосновываются событиями оригинальной манги и предваряются короткими высказываниями героев, обосновывающими необходимость схватки.

## Разработка и поддержка
Первая часть игровой серии Blade Battlers была анонсирована на официальном сайте компании SCEI 24 июля 2006 года, сразу после выхода Bleach: Heat the Soul 3 от того же издателя. В октябрьском номере японского журнала Shonen Jump были напечатаны скриншоты из первой части, а сама игра вышла 12 октября. Также в октябре компанией Shueisha было издано руководство по игре Blade Master Book (яп. 版 ソニー・コンピュータエンタテインメントジャパン公式攻略本 BLEACH ブレイド・バトラーズ BLADE MASTER BOOK), состоящее из 120 страниц.
Blade Battlers 2nd, очень похожая на свою предшественницу, была анонсирована 18 июня 2007 года. Тем же летом в июльском номере журнала V Jump появились первые скриншоты. Вышла вторая часть 27 сентября. В том же месяце было опубликовано руководство Perfect Battlers Bible (яп. Bleach ブレイド・バトラーズ2nd パーフェクトバトラーズバイブル). Наряду с Bleach: Heat the Soul 4, Blade Battlers 2nd была дополнительно представлена на выставочном стенде компании SCEI на фестивале Jump Festa, организованном издательством Shueisha в декабре 2007 года.
Blade Battlers с самого начала позиционировалась как игра для фанатов манги и аниме «Блич». Вся серия в первую очередь рассчитана на пользователя, который знаком с первоисточником. Разработчики постарались, насколько возможно, перенести в игру атмосферу оригинала и воссоздать анимацию боевых сцен сериала. Цел-шейдерная графика, отличаясь средним техническим уровнем, стилизована под аниме. Была скопирована практически вся одежда героев, аналогично выполнены дизайны оружия и боевые приёмы персонажей. Для рисования иллюстраций были наняты работники Studio Pierrot, выпускающей аниме «Блич». В начальной заставке обеих игр использованы кадры из «Блич», а в первой части Blade Battlers — музыкальная тема аниме «D-tecnoLife» в исполнении группы UVERworld.
Актёры, которые озвучивали аниме, были приглашены для озвучивания обеих игр и сами играли в них перед записью. В первой части Blade Battlers в качестве бонусов после завершения миссий доступны интервью с некоторыми из них.
В Blade Battlers 2nd включена аналогичная функция — «Radio Golden», где плюшевый лев Кон приглашает в свою студию гостей и берёт у них интервью.
| Blade Battlers   | Blade Battlers |
| Актёр            | Персонаж       |
| ---------------- | -------------- |
| Масакадзу Морита | Ичиго Куросаки |
| Фумико Орикаса   | Рукия Кучики   |
| Синъитиро Мики   | Кискэ Урахара  |
| Кэнтаро Ито      | Рэндзи Абараи  |
| Роми Паку        | Тосиро Хицугая |
| Кодзи Юса        | Гин Итимару    |
| Сё Хаями         | Сосукэ Айдзэн  |
| Мацуаки Мадоно   | Кон            |

| Blade Battlers 2nd | Blade Battlers 2nd  |
| Актёр              | Персонаж            |
| ------------------ | ------------------- |
| Рётаро Окиаю       | Бякуя Кучики        |
| Фумико Орикаса     | Рукия Кучики        |
| Рэйко Такаги       | Хиёри Саругаки      |
| Масая Оносака      | Синдзи Хирако       |
| Дайсукэ Намикава   | Улькиорра Сифер     |
| Дзюнъити Сувабэ    | Гриммджо Джагерджак |
| Мацуаки Мадоно     | Кон                 |

## Продажи и отзывы
Сразу после выхода в октябре 2006 года первая часть серии Blade Battlers попала в списки лидеров продаж в Японии. За первую неделю было продано более 10 тыс. дисков, таким образом, Blade Battlers не только оказалась в числе самых продаваемых игр, но и оказалась одной из двух игр (второй стала Final Fantasy V Advance), которой удалось преодолеть десятитысячный барьер проданных копий за первую неделю.
Рецензент испанского сайта VicioJuegos.com считает, что графика и звук находятся на среднем уровне, а игровой процесс умеренно захватывает, тем не менее, пишет он, игра выполняет свою задачу — понравиться поклонникам «Блич». Обозреватель ProGames, положительно отзывался о боевой системе, придуманной разработчиками. «Владельцы PS2 и фанаты аниме обязательно должны опробовать игру, особенно если есть друзья, с которыми можно сыграть в паре», — добавляет он. Критике подвергся саундтрек обеих частей.
Blade Battlers вошла в сборник лучших игр для платформы PlayStation 2 «PlayStation 2 The Best» (англ. «Лучшее на PlayStation 2»), изданный SCEI в октябре 2007 года. Успех первой части стал одним из решающих факторов, повлиявших на принятие решения о разработке продолжения — Bleach: Blade Battlers 2nd. Blade Battlers 2nd также попала в лидеры продаж в Японии и не была издана в США и странах Европы. Обозреватель «АниМага» положительно отзывается о второй части серии и, упоминая связь игры с первоисточником (аниме и мангой), рекомендует её для широкого круга пользователей, а не только для поклонников «Блич». Рецензент пишет, что люди, не смотревшие аниме, оценят другие плюсы игры: «красочные арены, интересные персонажи, феерические бои». «АниМаг» критикует лишь сюжетный режим, сводящийся «к системе „бой-картинка-бой-картинка“». По мнению Metodologic, игра идеальна для компании друзей. Обозреватель сайта Pixfans.com сожалеет о том, что так мало файтингов на PlayStation 2 допускают возможность игры четырёх человек, и относит эту особенность к числу несомненных плюсов Blade Battlers, но критикует низкий графический уровень игры и скучный «Режим истории». ASCII Media Works рекомендует Blade Battlers 2nd для начинающих игроков в файтинги, потому что управлять персонажами можно с помощью простых команд.